# プティ・ブルー・ド・ガスコーニュ
プティ・ブルー・ド・ガスコーニュ（英：Petit Blue de Gascogne）は、フランス原産のセントハウンド犬種のひとつである。別名はプティ・ブルー・ド・ガスコーニュ・ハウンド（英：Putit Blue de Gascogne Hound）、スモール・ブルー・ド・ガスコーニュ（英：Small Blue de Gascogne）、プティ・ブルー・ガスコーニュ（英：Putit Blue Gascogne）など。

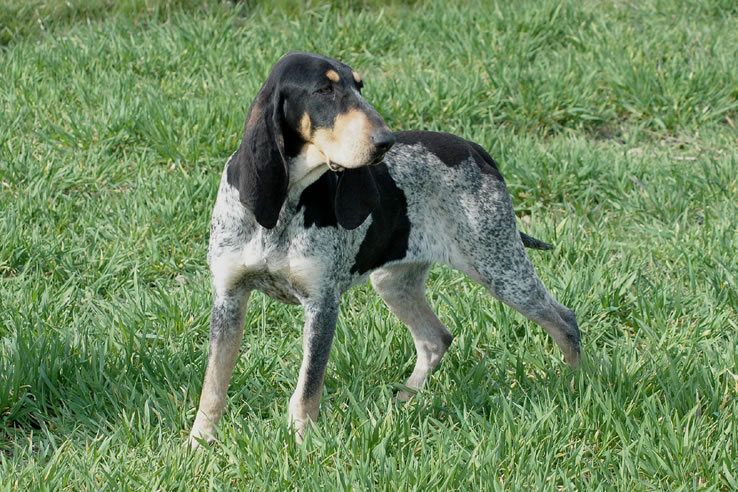
プティ・ブルー・ド・ガスコーニュ

## 歴史
1500年代に誕生した古い犬種である。グラン・ブルー・ド・ガスコーニュを小型獣猟用に小型化させ、且つそれよりももっと扱いやすい性格に改良してできたのが本種である。
主にノウサギやキツネを狩ることに用いられていた。パックで獲物の臭いを追跡し、発見すると自ら仕留めた。
今日も多くが実用犬として用いられているが、ペットやショードッグとしても近年注目を集めている。しかしながら、フランス国外ではほとんど知られておらず、国外では人気の無い犬種である。

## 特徴
筋肉質で引き締まり、コンパクトな体を持った犬である。脚は長く、走るのが速い。グラン・ブルーと比べて力の面では敵わないが、その分小回りの利く走りで獲物を仕留めることができる。マズルの長さは普通でストップは浅く、頭頂部は突出している。首は太めで頑丈である。耳は長めの垂れ耳で、尾は飾り毛のない垂れ尾。コートは滑らかなスムースコートで、毛色はブルー・ローン（青かす毛）をベースとしてブラックの斑とマーキング、そして目の上やマズル、胸部、足先などにタンのマーキングが入ったもの。体高50〜60cm、体重18〜22kgの中型犬で、性格は明るく友好的、人懐こい。見知らぬ人や犬とも仲良く接することができ、番犬に向いていないといわれている。しつけの飲み込みと状況判断力はよく、ペットとして飼育するのにも向いた犬種である。但し猟犬のためよく響く吠え声を持つので、ペットとして飼育する際は無駄吠え対策が必要である。活発でスタミナが多く、運動量は多い。